# AKB観光大使
『AKB観光大使』（エーケービーかんこうたいし、AKB KANKO-TAISHI）は、2013年5月23日からフジテレビONEなどで放送されていたバラエティ番組である。

## 概要
AKB48、SKE48、NMB48、HKT48より選抜された「一日観光大使選抜」が全国の地方都市を訪れ街の魅力をPRをする番組。番組は毎回選抜メンバーの中から2名が出演。3つのキーワードを手掛かりに地元の人と触れ合いながら人物や物を解き明かし、実際に足を運び街の魅力をPRする。
レギュラー放送回はフジテレビONEで放送するが、特別版として放送される海外ロケSPはフジテレビNEXTで放送し、後にフジテレビONEでも放送される。
第19回以降は、都道府県代表者で構成されるチーム8のメンバーが、地元を案内するホスト役で度々出演している（19回・岡部麟、23回・谷口もか、26回・小栗有以、27回・近藤萌恵里など）。

## 放送日程
メンバーの所属は放送日時点、かつ特記ない限りAKB48。
| 回        | 放送日         | 訪問先         | 参加メンバー                                         |
| シーズン1 | シーズン1      | シーズン1      | シーズン1                                            |
| --------- | -------------- | -------------- | ---------------------------------------------------- |
| 1         | 2013年 5月23日 | 愛媛県松山市   | 菊地あやか、名取稚菜                                 |
| 2         | 6月20日        | 福井県鯖江市   | 島田晴香、前田亜美                                   |
| 3         | 7月18日        | 静岡県富士宮市 | 梅田彩佳、野中美郷                                   |
| 4         | 8月17日        | 大分県大分市   | 大家志津香、谷真理佳（HKT48）                        |
| 5         | 9月19日        | 香川県丸亀市   | 佐々木優佳里、高橋朱里                               |
| 6         | 10月17日       | 三重県伊賀市   | 倉持明日香、木下有希子（SKE48）                      |
| 7         | 11月21日       | 秋田県秋田市   | 片山陽加、竹内美宥                                   |
| 8         | 12月19日       | 佐賀県伊万里市 | 大島涼花、兒玉遥（HKT48/AKB48兼任）                  |
| 9         | 2014年 1月16日 | 青森県青森市   | 篠崎彩奈、前田美月                                   |
| 10        | 2月20日        | 奈良県奈良市   | 市川美織（AKB48/NMB48兼任）、木下百花（NMB48）       |
| 11        | 4月10日        | 長野県須坂市   | 加藤玲奈、小嶋菜月                                   |
| 12        | 4月29日        | 山梨県甲府市   | 相笠萌、田野優花                                     |
| シーズン2 |                |                |                                                      |
| 13        | 5月28日        | 長崎県長崎市   | 村山彩希、森保まどか（HKT48）                        |
| 14        | 6月26日        | 山口県岩国市   | 伊豆田莉奈、橋本耀                                   |
| 15        | 7月31日        | 千葉県佐倉市   | 松井咲子、鈴木まりや（SNH48/AKB48兼任）、正木里歩    |
| 16        | 8月14日        | 愛媛県新居浜市 | 田名部生来、内山奈月                                 |
| 17        | 9月18日        | 大分県臼杵市   | 西野未姫、田島芽瑠（HKT48）                          |
| 18        | 10月23日       | 北海道帯広市   | 中西智代梨、達家真姫宝                               |
| 特別版    | 10月28日       | グアム         | 市川美織、木下百花、渡辺麻友                         |
| 19        | 11月20日       | 茨城県つくば市 | 小笠原茉由、福岡聖菜、岡部麟                         |
| 20        | 12月11日       | 岡山県岡山市   | 名取稚菜、野澤玲奈                                   |
| 21        | 2015年 1月22日 | 東京都青梅市   | 小嶋菜月、森川彩香                                   |
| 22        | 2月19日        | 三重県四日市市 | 平田梨奈、内山命（SKE48）                            |
| 23        | 3月19日        | 宮崎県宮崎市   | 前田美月、駒田京伽（HKT48）、谷口もか                |
| 24        | 4月23日        | 徳島県徳島市   | 大川莉央、茂木忍                                     |
| シーズン3 |                |                |                                                      |
| 25        | 5月26日        | 鹿児島県奄美市 | 内山奈月、橋本耀                                     |
| 26        | 6月25日        | 東京都豊島区   | 坂口理子（HKT48）、松岡菜摘（HKT48）、小栗有以       |
| 27        | 7月23日        | 長野県上田市   | 岩佐美咲、達家真姫宝、近藤萌恵里                     |
| 28        | 8月20日        | 兵庫県神戸市   | 田野優花、石塚朱莉（NMB48）、山田菜々美              |
| 特別版    | 8月27日        | 香港           | 伊豆田莉奈、大島涼花、柏木由紀                       |
| 29        | 9月27日        | 岩手県盛岡市   | 谷口めぐ、福岡聖菜、佐藤七海                         |
| 30        | 11月19日       | 岡山県倉敷市   | 前田亜美、梅田綾乃、人見古都音                       |
| 31        | 12月17日       | 神奈川県平塚市 | 大島涼花、横島亜衿                                   |
| 32        | 2016年 2月25日 | 長崎県佐世保市 | 阿部マリア、穴井千尋（HKT48）                        |
| 33        | 3月17日        | 愛媛県松山市   | 小笠原茉由、大森美優、向井地美音                     |
| 34        | 4月21日        | 新潟県新潟市   | 相笠萌、茂木忍、佐藤杏樹（NGT48）、山田野絵（NGT48） |
| シーズン4 |                |                |                                                      |
| 35        | 5月19日        | 三重県鈴鹿市   | 飯野雅、石田安奈（SKE48）                            |
| 36        | 6月30日        | 岩手県北上市   | 岩立沙穂、込山榛香、佐藤七海                         |
| 37        | 7月28日        | 京都府宇治市   | 後藤萌咲、武井紗良（NMB48）、太田奈緒                |
| 38        | 8月25日        | 埼玉県入間市   | 谷口めぐ、樋渡結依                                   |
| 39        | 9月21日        | 香川県高松市   | 田北香世子、中村麻里子、行天優莉奈                   |
| 40        | 10月27日       | 愛知県豊田市   | 島田晴香、荒井優希（SKE48）、歌田初夏                |
| 41        | 11月24日       | 静岡県伊東市   | 湯本亜美、佐藤妃星                                   |
| 42        | 12月15日       | 広島県広島市   | 北澤早紀、大川莉央、谷優里                           |
| 特別版    | 2017年 1月20日 | 台湾           | 柏木由紀、梅田綾乃、茂木忍                           |
| 43        | 2月23日        | 福井県敦賀市   | 宮崎美穂、野澤玲奈、長久玲奈                         |
| 44        | 3月23日        | 栃木県宇都宮市 | 小嶋菜月、佐々木優佳里                               |

- 2014年3月20日は、山梨県甲府市編を放送する予定だったが、大雪により甲府市が被災した影響などからロケおよび放送が延期となり、同月分の放送は休止[3]、甲府市編については改めて同年4月29日に放送、これにより4月分の放送が2回となった[4]。
- 第1回〜第12回はシーズン1、第13回〜第24回はシーズン2、第25回以降はシーズン3。
- 第15回ではメンバー2名の他に、バイトAKB1名が出演（フジテレビ『AKBでアルバイト』連動企画）。
- 2014年10月に番組放送開始1周年を記念し、初の海外ロケとなる2時間のグアムスペシャルが放送された。出演者は視聴者人気投票で1位に選ばれた市川美織、木下百花に加えお目付け役として渡辺麻友が登場。当番組にAKB選抜メンバーが出演するのはこれが初めて。
- 第19回では、参加メンバーの昼食の場面の間、画面左上に表記されている訪問先が「茨城県つくば市」ではなく「北海道帯広市」と間違って表記されていた。昼食の場面が終わると、正しい表記に直った。
- 2015年8月には、2度目の海外ロケとなる2時間の香港スペシャルが放送された。当初は視聴者人気投票で1位に選ばれた伊豆田莉奈、橋本耀の予定であったが、橋本がAKB48を卒業することを発表したため、橋本の推薦で大島涼花がピンチヒッターとして出演した[5]。これに加えてお目付役として柏木由紀が出演した。
- 第33回は第1回のロケ地が松山市が選ばれたのを機に「松山おもてなし大使」に任命された、菊地あやか、名取稚菜がいずれもAKB48を卒業したため、この2人に代わる「松山市おもてなし大使」を選ぶ企画として放送され、出演した3人が「松山おもてなし大使」に任命された。なお、出演メンバーのうち、小笠原茉由、大森美優は「AKB48のあんた、誰?」（NOTTV）とのコラボ企画で選抜された[6]。